# Manuel Godinho de Erédia
Manuel Godinho de Erédia o también llamado Emanuel Godinho de Erédia (Malaca, 1563 - 1623) fue un cartógrafo y escritor malayo-portugués.

## Biografía
Nació en Malaca, en la Península Malaya, de ascendencia aragonesa por parte de su padre, Juan de Erédia Aquaviva, mientras que su madre era macasaresa de buena familia, de acuerdo a la propia autobiografía de Erédia. Fue educado en Malaca y posteriormente en el Colegio de la Compañía de Jesús en Goa.
Al concluir sus estudios en 1580, puso en marcha el proyecto de encontrar las Islas de Oro muy presentes en las leyendas malayas. Según pensaba Erédia, se encontraban aproximadamente al noroeste de lo que hoy es Australia. Es posible que la costa de Australia pueda haber sido avistada en 1521 por Cristóbal de Mendoça y en 1525 por Gomes de Sequeira, quienes dirigían expediciones de exploración portuguesas por esas zonas lo que daría explicación al notable detalle de los famosos Mapas de Dieppe. Erédia sin embargo se basaba en lecturas de Ptolomeo, Marco Polo y Ludovico de Verthema además de relatos de viajes de fuentes malayas. En 1594 obtiene del rey Felipe II de España, (I de Portugal), un nombramiento como Descobridor e Adelantado da Nova Índia Meridional, título que llevaría posteriormente al geógrafo Richard Henry Major a considerarlo como el primero verdadero descubridor de Australia.
En 1602 el virrey de la India portuguesa, Aires de Saldanha, había destacado navíos y hombres para el proyecto, pero el estallido de guerras locales hizo que Erédia participase en dichas guerras como ingeniero militar.
La principal fuente para la biografía de Erédia y sus mapas es su manuscrito Declaracam de Malaca e da India Meridional com Cathay (1613), actualmente conservado en Bruselas y publicado allí por L. Janssens en 1882. Erédia era un buen cartógrafo y observador. Su trabajo sigue teniendo gran importancia como uno de los mejores de los primeros planos y mapas levantados de la Península Malaya, así como de la proto-historia del descubrimiento de Australia. Aunque su proyecto no tuviera resultado alguno, parece probable que, envuelto en mucha fantasía, exista un núcleo genuino de pruebas del conocimiento malayo de Australia o cuando menos de aguas australianas.
La llegada de exploradores y comerciantes neerlandeses a las indias orientales a finales del siglo XVI, vino a destruir sus esperanzas ya que las necesidades de financiamiento fueron dedicadas al esfuerzo militar para hacer frente a los nuevos competidores.

## Obra
- Atlas, (1610).
- Declaraçam de Malaca e da India Meridional com Cathay, (1613).
- Carta da Ilha de Goa, (1620).
- Lyvro de Plataforma das Fortalezas da India, (c. 1620)